# Bohoyo
Bohoyo és un municipi de la província d'Àvila que agrupa els nuclis de Bohoyo, Navamediana, Navamojada i Los Guijuelos. Té una població d'uns 400 habitants, i està envoltat per la serralada de Gredos.